# Karel Baxa
Karel Baxa (24. června 1862 Sedlčany – 5. ledna 1938 Praha) byl český politik, právník, první předseda Ústavního soudu Československé republiky a dlouholetý starosta (pak primátor) Prahy. Byl známý pro své antisemitské názory (zastupoval mj. rodinu Hrůzovu v procesech s Leopoldem Hilsnerem). 

## Život

### Mládí a studia
Narodil se v Sedlčanech jako syn Jana Baxy, ředitele místní školy. Matkou Karla Baxy byla Františka Pujmanová, dcera kupce a hostinského v Humpolci. Bratr Františky Pujmanové, Jan Pujman (?–1878), byl manželem Johany Nepomuceny Havlíčkové (1832–1913), mladší sestry Karla Havlíčka Borovského. Měl pět sourozenců, čtyři bratry a sestru. Po ukončení akademického gymnázia v roce 1881 Karel Baxa začal studia na Právnické fakultě Univerzity Karlovy v Praze. Promován byl v roce 1887. Poté působil jako soudní úředník (auskultant) v Táboře, Chebu a Přimdě. Od roku 1891 byl advokátem v Praze, od roku 1896 ve vlastní advokátní kanceláři. Jako obhájce se účastnil mnoha procesů vedených proti redaktorům českého tisku, např. procesu s Omladinou v roce 1894. Od roku 1892 vydával radikální týdeník Radikální listy.

### Politické aktivity za Rakouska-Uherska
Karel Baxa byl od roku 1892 činný v politice jako člen klubu Národní strany svobodomyslné. V letech 1895–1913 byl poslancem Českého zemského sněmu za městskou skupinu Kolín.
Od roku 1903 byl rovněž poslancem rakouské Říšské rady (celostátní parlament) za městskou kurii, obvod Praha-Staré Město. Mandát získal 26. března 1903 místo Quida Bělského a obhájil jej ve volbách roku 1907, konaných již podle rovného volebního práva, bez kurií, kdy byl zvolen za okrsek Čechy 01. Opětovně získal za tentýž obvod poslanecké křeslo ve volbách roku 1911. V Říšské radě setrval až do konce monarchie.
V květnu 1906 se uvádí jako jeden z šesti členů poslaneckého klubu Česká národně sociální jednota (National-sozial-böhmische Vereinigung) na Říšské radě. Po volbách roku 1907 usedl do poslaneckého klubu Sjednocení českých národně sociálních, radikálně pokrokových a státoprávních poslanců. Po volbách roku 1911 byl členem parlamentního Českého národně sociálního klubu.
Nejprve se řadil k mladočechům, do jejichž výboru usedl roku 1892. Již v zemských volbách v Čechách v roce 1895 ale kandidoval jako radikální nezávislý kandidát proti oficiálnímu mladočeskému kandidátovi Kalašovi. Uspěl a na zemském sněmu pak koncem 19. století působil coby nezařazený poslanec. V roce 1898 na sněmu v rámci příprav sněmovní adresy k 50. výročí panování Františka Josefa I. navrhl ostře formulovaný text projevu, ve kterém by byly připomenuty státoprávní aspirace českého národa. Jako osamocený radikál ale svou verzi neprosadil. V této době vyostřené česko-německé konfrontace v Čechách se profiloval jako nacionalista a odpůrce kompromisní politiky praktikované mladočechy, jejichž kroky označil za horší než staročeskou politiku v předpunktační době.
Teprve v únoru 1899 ovšem Baxa spolu s Aloisem Rašínem a několika dalšími politiky ustavil samostatnou Stranu státoprávně radikální (do té doby šlo spíše o radikální křídlo mladočechů, bez organizačního ukotvení). Popudem k utvoření nezávislé politické formace byla deziluze mladých českých nacionalistů z umírněné politiky mladočeské strany, jejíž předák Josef Kaizl tehdy dokonce nastoupil do vídeňské vlády na významný post ministra financí. Strana se definovala jako nacionalistická, protisocialistická a, jak její název naznačoval, byla jednoznačným stoupencem českého státoprávního programu, tedy respektování českého státu jako historické entity odlišné od Rakouska. Baxa byl předsedou strany a také založil radikální noviny Nezávislost, později Radikální listy.
Roku 1899 byl zástupcem rodiny zavražděné v procesu s židovským mladíkem Hilsnerem, antisemitské události s tím spjaté se proto označují jako „hilsneriáda“. Proti obvinění z rituální vraždy se tehdy postavil profesor Tomáš Masaryk.
Baxa byl předsedou státoprávně radikální strany až do roku 1908, kdy ji opustil i s částí členské základny, spojil se s Radikálně pokrokovou stranou, čímž vznikla Státoprávní pokroková strana. V roce 1911 ji však také opustil a přešel do České strany národně sociální, v níž zůstal až do konce svého života.

### Rodinný život
Jeho manželka Amelia Jurković (1882–1976) byla dcerou starosty v Opatiji (dnes Chorvatsko). Oddáni byli v Opatiji 8. října 1905. Později si nechal postavit pro rodinu vilu v Jílovišti. Podle úředních záznamů bylo manželství do roku 1913 bezdětné. Manžel jeho jediné dcery JUDr. Evy Baxové-Raisové byl pozdější ministr spravedlnosti JUDr. Štefan Rais. Jako primátor se přátelil s pražskou podnikatelskou rodinou Havlových. Při návštěvě Václava M. Havla byl zaznamenán na filmový snímek jeho záběr s Václavem Havlem ze 30. let.

### Pražský primátor
Po vzniku samostatného Československa byl 15. června 1919 zvolen starostou Prahy. 1. ledna 1922 se pak stal prvním primátorem tehdy vytvořené Velké Prahy. Znovuzvolen byl ještě třikrát, rezignoval až 5. dubna 1937 pro vysoký věk. V jejím čele se osvědčil jako schopný administrátor a organizátor. 

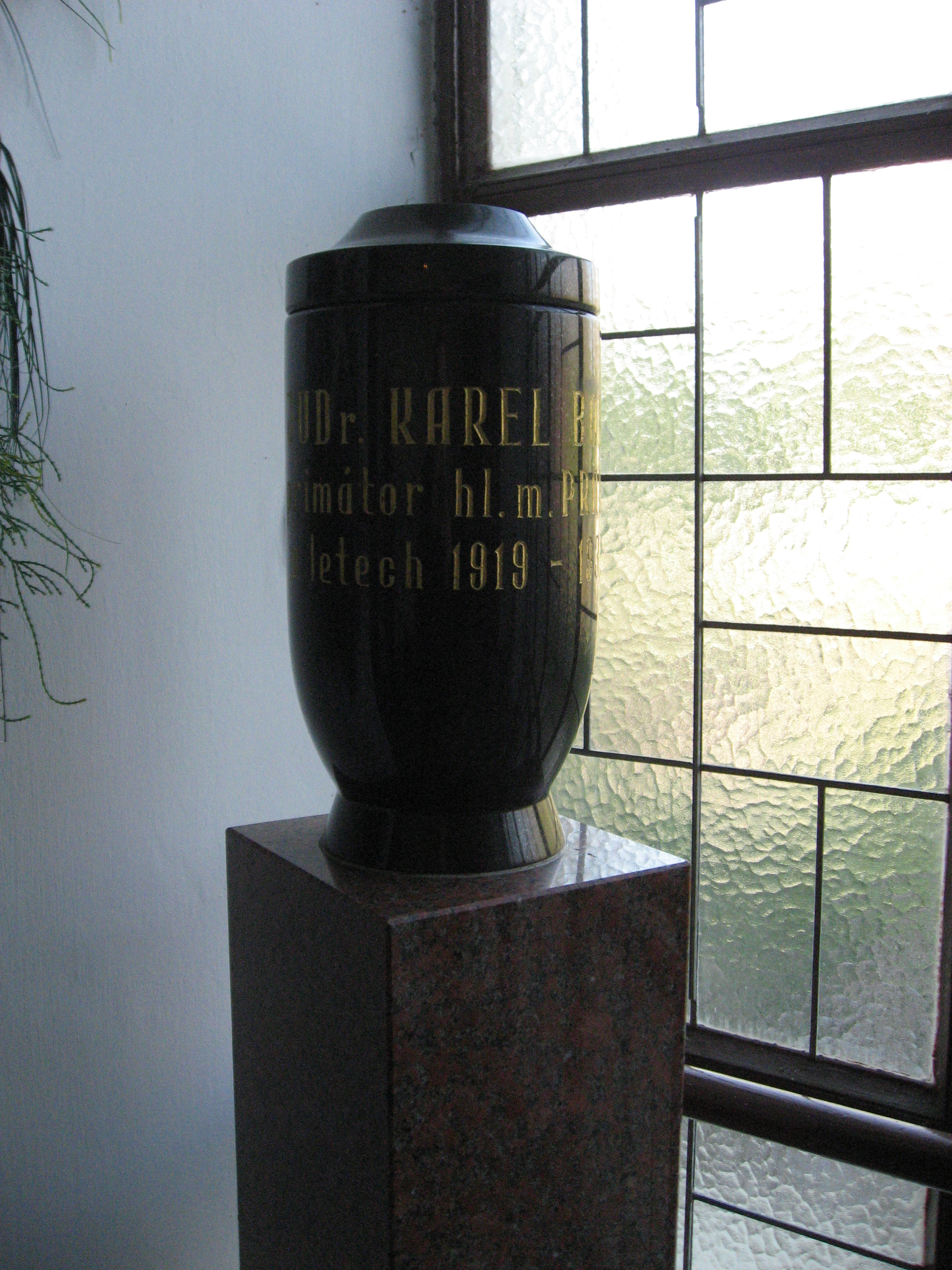
Urna s popelem JUDr. Karla Baxy

V době takzvané „insigniády“ stál jako pražský primátor na straně českých studentů, kteří se domáhali realizace zákona č. 135/1920 Sb., o poměru pražských univerzit, který stanovil, že česká univerzita v Praze je pokračováním staré Karlovy univerzity, a proto také Karolinum, univerzitní archiv, insignie, knihy a jiné památky této univerzity jsou vlastnictvím české Karlovy univerzity a mají jí být Německou pražskou univerzitou vráceny.
V roce 1921 byl krátce  prvním předsedou československého ústavního soudu. Byl také členem různých dalších spolků a institucí (například předsedou správní rady České banky či předsedou Českého ski klubu).

### Závěr života
29. prosince 1937 jel Baxa autem po tehdejším Masarykově nábřeží od Karlových lázní k Národnímu divadlu. U tramvajové zastávky mu nečekaně vstoupil do cesty sedmnáctiletý učeň. Řidič prudce zabrzdil, přičemž se Baxa zranil na hlavě a na ruce. Před Silvestrem se ještě s přáteli účastnil otvírání podniku v bývalém klášteře u sv. Havla, na Nový rok ho však ranila mrtvice a při dalším záchvatu v noci na 5. ledna 1938 zemřel. Vyšetřování neprokázalo spojitost mezi nehodou v autě a Baxovým úmrtím; neopatrný mladík byl proto v březnu 1938 odsouzen pouze za zavinění lehkého zranění k podmíněnému trestu.
Urna s popelem zemřelého je uložena v malé síni strašnického krematoria, o jehož výstavbu se Karel Baxa výrazně zasloužil.